# Vlastimil Kučaj
Vlastimil Kučaj (25. dubna 1940, Praha – 8. dubna 1997, Ostrava) byl český hudebník, který se proslavil jako kytarista a skladatel skupiny Majestic, kterou založil se svou manželkou Marií Rottrovou. Vlastimil Kučaj se vyučil zámečníkem, ale zajímal se také o leteckou akrobacii a především o muziku.

## Skupiny, v nichž působil
- Majestic 1968–1972
- Bukanýři do roku 1981